# ديركو إيناسيو دا سيلفا جونيور
ديركو إيناسيو دا سيلفا جونيور هو لاعب كرة قدم برازيلي في مركز الدفاع، ولد في 29 يناير 1989 في البرازيل. لعب مع كورونا كييلتسى.